# Stefan Malz
Stefan Malz (* 15. Juni 1972 in Ludwigshafen am Rhein) ist ein ehemaliger deutscher Fußballspieler und -trainer.

## Sportlicher Werdegang
Malz spielte in der Jugend für den SV Pfingstweide, Blau-Weiß Oppau und anschließend bei Südwest Ludwigshafen. Erster Verein im Profibereich war in der Spielzeit 1992/93 Zweitligist SV Darmstadt 98. Sein Profidebüt gab er am 7. August 1992 gegen den Wuppertaler SV (0:3). Zum ersten Mal in die Torschützenliste trug er sich am 15. Spieltag im Spiel gegen den SC Freiburg (1:1) ein. Die Saison endete allerdings mit dem 24. und damit letzten Platz und Malz verließ den Verein.
Über den VfR Mannheim (Oberliga Baden-Württemberg und Regionalliga Süd) wechselte er 1997 in die Fußball-Bundesliga zum TSV 1860 München. Unter Trainer Werner Lorant konnte sich Malz in der ersten Liga etablieren, spielte aber in der weiteren Kaderplanung von Lorant nach einer enttäuschende Rückrundensaison 1998/99, in der der Klub nur zehn Punkte holte, keine Rolle mehr.
Es folgte ein Wechsel im Jahr 1999 zum FC Arsenal, der sich für Malz als eine Nummer zu groß erweisen sollte. Nach nur sechs Einsätzen in der Premier League wechselte er 2001 zum 1. FC Kaiserslautern in die Bundesliga zurück. Auch beim FCK kam Malz in der Folgezeit nur sporadisch zum Einsatz, wobei er auch mit Verletzungen zu kämpfen hatte. Nachdem Malz im Dezember 2004 FCK-Trainer Kurt Jara intern kritisiert hatte, wurde er in die zweite Mannschaft verbannt und bat daraufhin um die Auflösung seines Vertrags.
Anfang 2005 ging er zu Arminia Ludwigshafen, ein geplanter Wechsel nach Australien zu den Newcastle United Jets scheiterte. Sein letzter Verein war ab 2006 der Südwest-Oberligist FSV Oggersheim, mit dem er 2007 in die Regionalliga aufstieg. Zum Saisonende 2007/08 beendete er seine Karriere.
Von Januar 2005 bis Mai 2006 war Malz Spielertrainer des FC Arminia Ludwigshafen 03 und übte den Job bis Mai 2006 aus. Am 21. Februar 2008 wurde er neuer Co-Trainer des Frauen-Zweitligavereines 1. FFC 08 Niederkirchen. Dort wurde er am 2. November 2012 entlassen.

## Statistik
- Bundesliga: 69 Spiele (3 Tore)
- 2. Bundesliga: 16 Spiele (1 Tor)
- Regionalliga: 112 Spiele (21 Tore)